# 若山牧水
若山 牧水（わかやま ぼくすい、1885年（明治18年）8月24日 - 1928年（昭和3年）9月17日）は、戦前日本の歌人。本名・繁（しげる）。

## 生涯

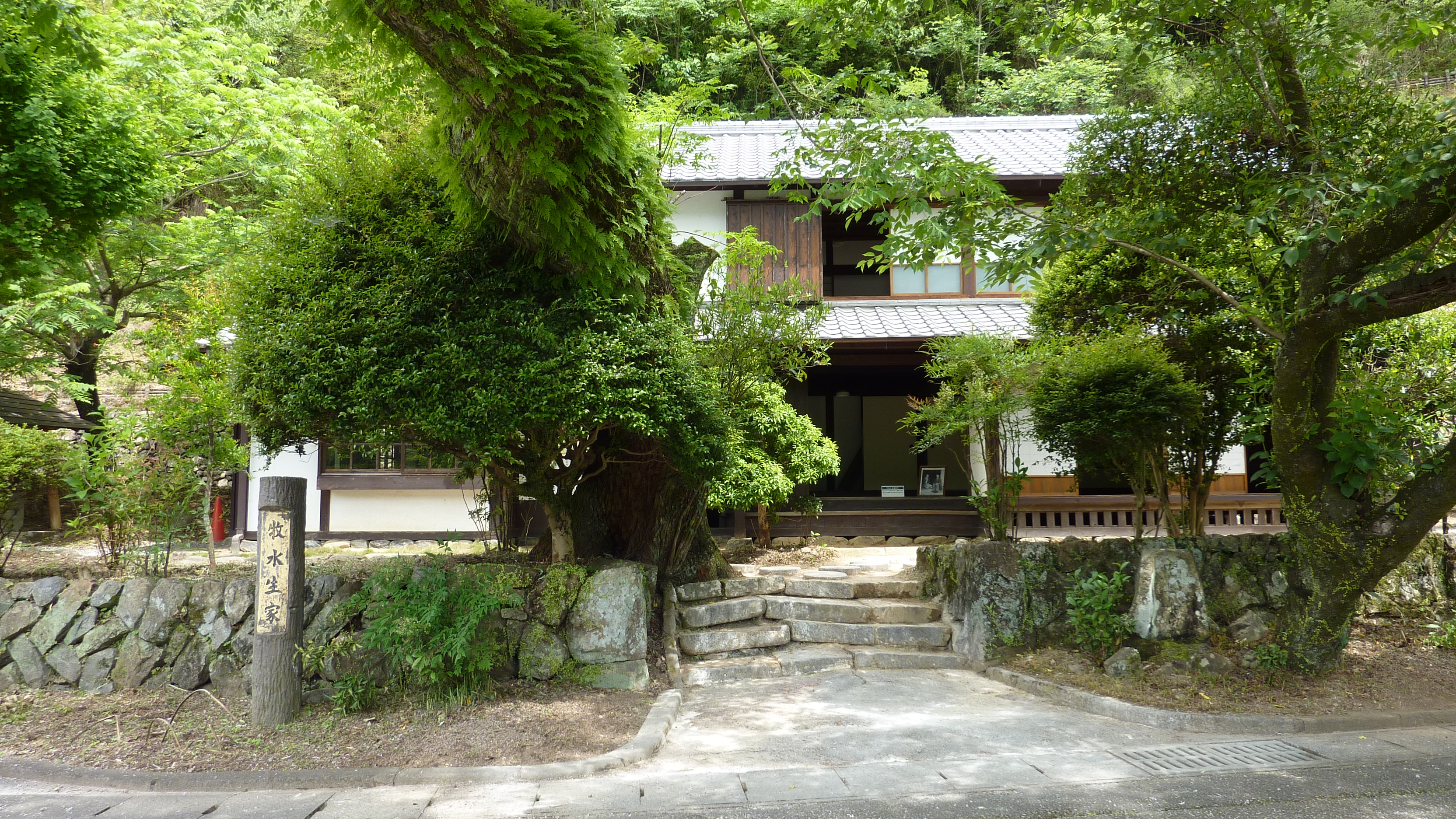
若山牧水生家（宮崎県指定史跡）

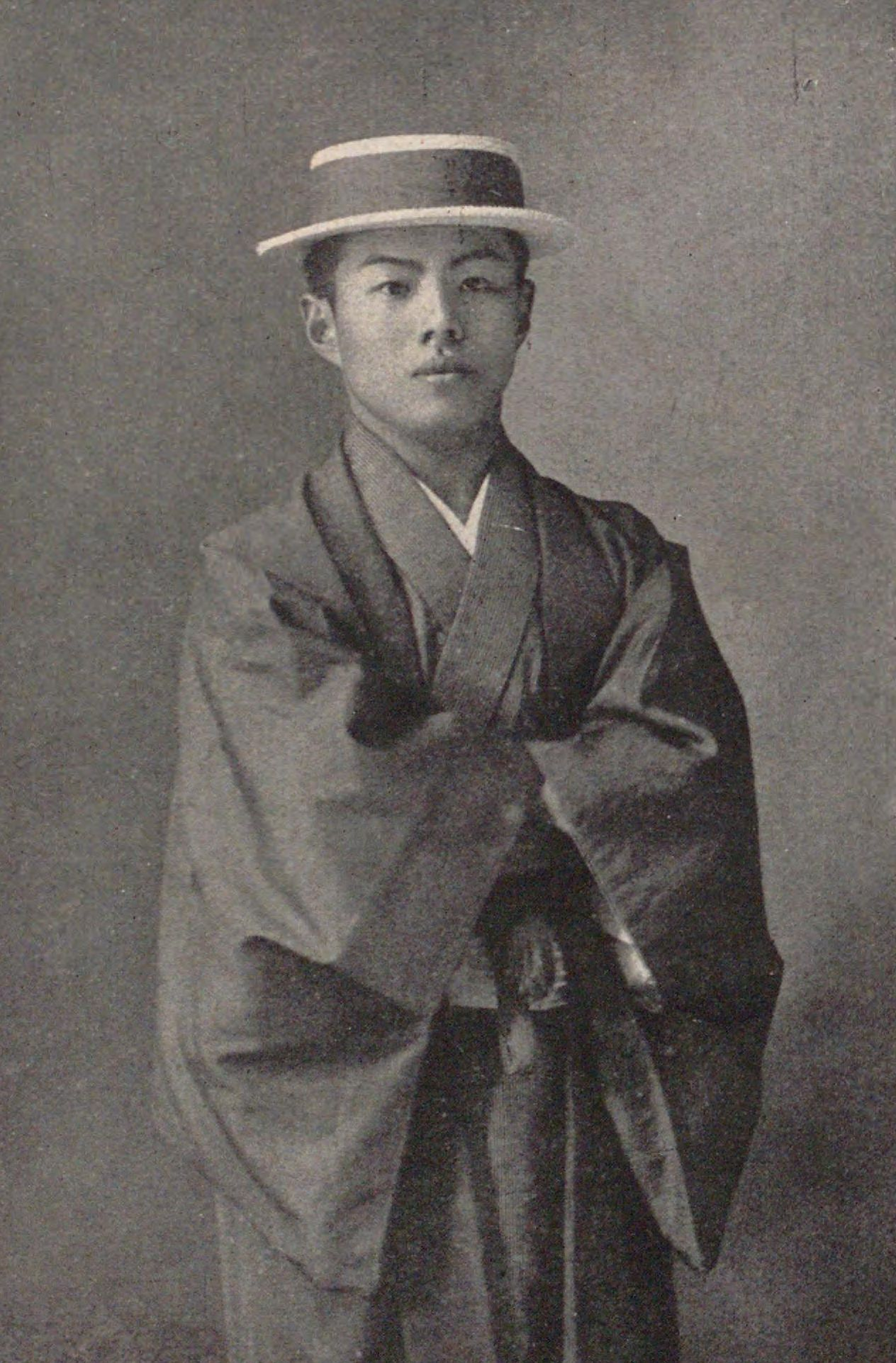
若山牧水が25歳以前の写真

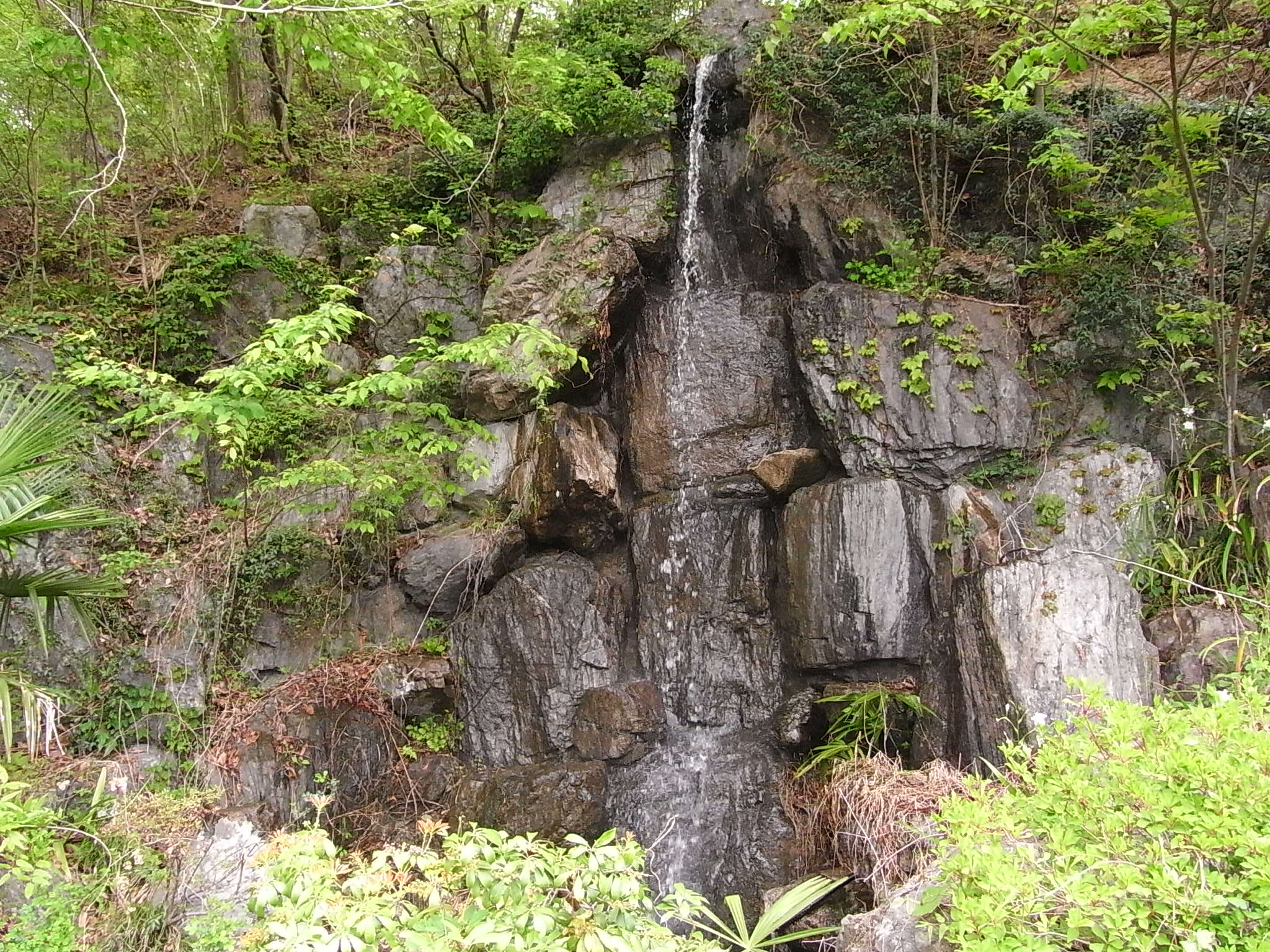
羊山公園傍の「牧水の滝」（埼玉県秩父市 2009年4月24日撮影）

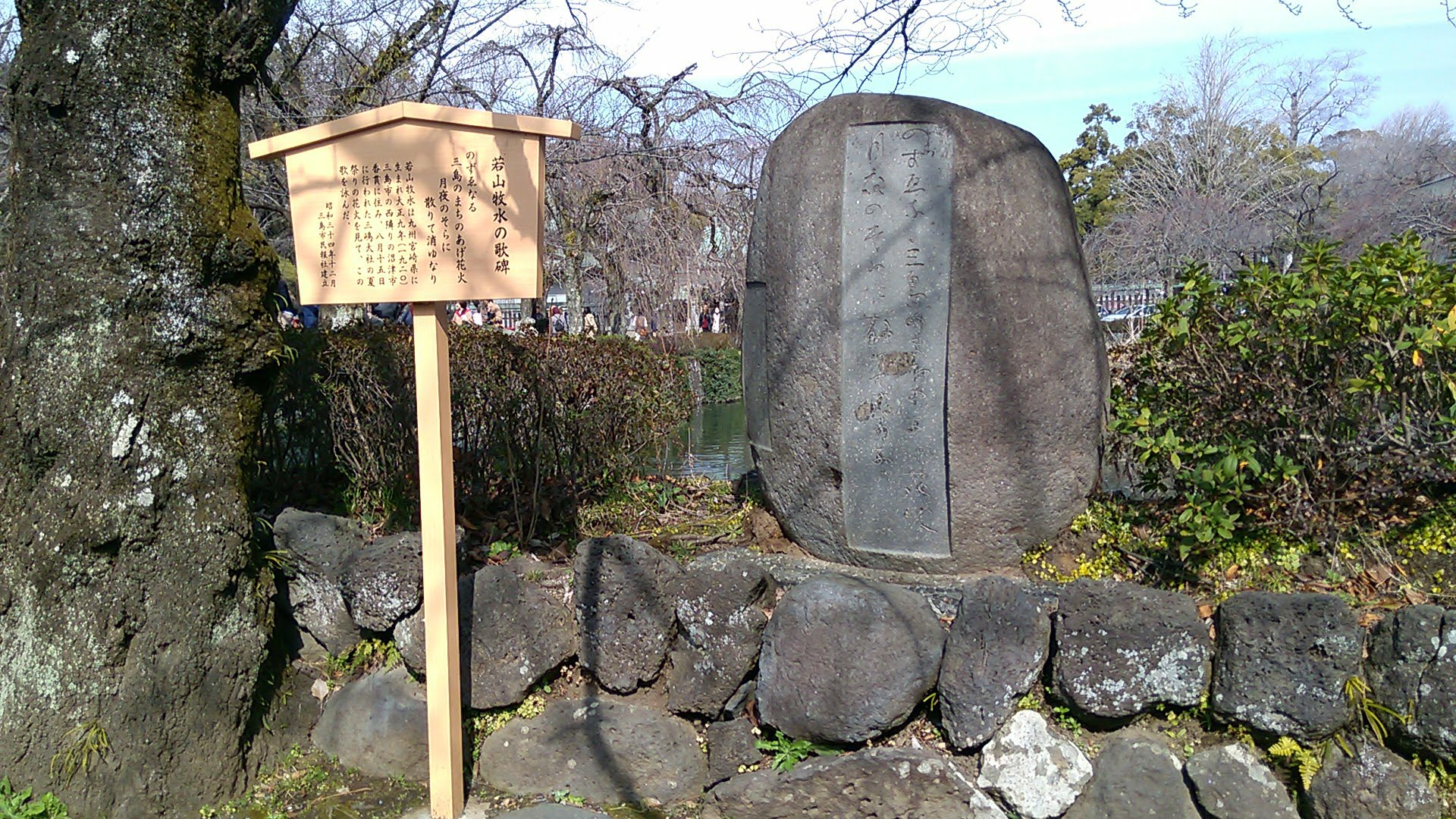
牧水の歌碑（静岡県三島市・三島大社）『のずゑなる三島のまちのあげ花火月夜のそらに散りて消ゆなり』

宮崎県東臼杵郡坪谷村（現・日向市）の医師・若山立蔵の長男として生まれる。1899年（明治32年）宮崎県立延岡中学校に入学。短歌と俳句を始める。
18歳のとき、号を牧水とする。由来は「当時最も愛していたものの名二つをつなぎ合わせたものである。牧はまき、すなわち母の名である。水はこの（生家の周りにある）渓や雨やから来たものであった」
1904年（明治37年）早稲田大学に入学。同級生の北原射水（後の白秋）、中林蘇水と親交を厚くし、「早稲田の三水」と呼ばれる。土岐善麿、安成貞雄、佐藤緑葉も同級生で、ともに回覧雑誌「北斗」を作っていた。1908年（明治41年）早稲田大学英文学科卒業。7月に処女歌集『海の声』出版。翌1909年（明治42年）、安成貞雄の紹介で中央新聞社に入社するが、5ヶ月後に退社。尾上柴舟の門に入った。
1911年（明治44年）創作社を興し、詩歌雑誌「創作」を主宰する。この年、歌人・太田水穂を頼って塩尻より上京していた歌人で、のちに妻となる太田喜志子(1888－1968)と水穂宅にて知り合う。1912年（明治45年）友人であった石川啄木の臨終に立ち合う。同年、水穂が仲人となり喜志子と結婚。1913年（大正2年）長男・旅人（たびと）(1913〜98)誕生。その後、2女1男をもうける。
1920年（大正9年）沼津の自然を愛し、特に千本松原の景観に魅せられて、一家をあげて沼津に移住する。1926年（大正15年）詩歌総合雑誌「詩歌時代」を創刊。この年、静岡県が計画した千本松原伐採に対し、新聞に計画反対を寄稿するなど運動の先頭に立ち、計画を断念させる。
1927年（昭和2年）妻と共に朝鮮揮毫旅行に出発し、約2ヶ月間にわたって珍島や金剛山などを巡るが、体調を崩し帰国する。翌1928年9月に日光浴による足の裏の火傷と下痢・発熱を起こして全身衰弱し、長年の大量飲酒による急性胃腸炎と肝硬変を併発して9月17日に沼津市の自宅で死去する。享年43。沼津の千本山乗運寺に埋葬される。戒名は古松院仙誉牧水居士。
牧水の死後、詩歌雑誌「創作」は歌人であった妻・喜志子により受け継がれた。長男・旅人も歌人となり、沼津市若山牧水記念館の第2代館長をつとめた。
短歌の弟子としては、長谷川銀作・大橋松平・黒田忠次郎・大悟法利雄・山下秀之助などがいる。

## 人物
- 自作の短歌の揮毫を多数制作しており、書家としても知られる。
- 旅を愛し、生涯にわたって旅をしては各所で歌を詠み、日本各地に歌碑がある。
- 鉄道旅行を好み、鉄道紀行の先駆といえる随筆も残している。
- 大変な酒豪（またはアルコール依存症）としても知られ、1日に1升の酒を飲んでいたという[7]。

死の大きな要因となったのは肥大性肝硬変で、亡くなる前日も計13０0ccの酒を飲み、亡くなった当日の朝食にも100ccほど摂取していた。前年より医師から節酒するよう重ねて警告を受けていたようだが、亡くなる数日前、医師に向かって「到底不可能」と嘆いて病床で苦笑していたという。死去から3日目の葬儀の際、柩の小窓を開けて牧水の亡骸と対面した主治医の稲玉信吾によれば、当日は強烈な残暑であったにもかかわらず、ほとんど何の死臭もなく、顔面のどこにも死斑が現れていなかったとして、かかる現象は内部よりのアルコホルの湿潤に因るものか、と「若山牧水先生ノ病況概要」に付記している。
- 自然を愛し、特に終焉の地となった沼津では千本松原や富士山を愛し、千本松原保存運動を起こしたり、富士の歌を多く残すなど、自然主義文学としての短歌を推進した。

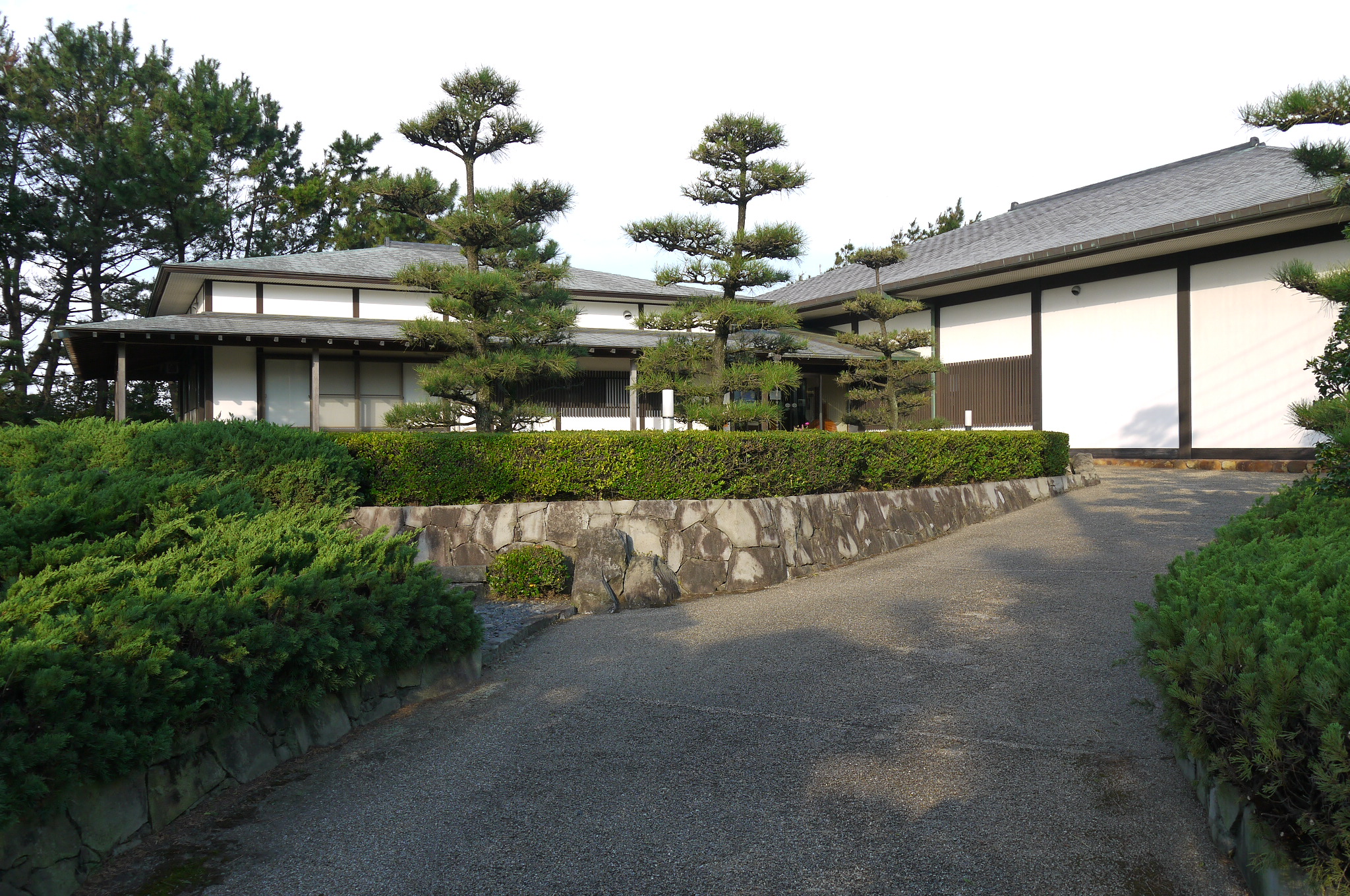
沼津市の若山牧水記念館

- 情熱的な恋をしたことでも知られており、妻・喜志子と知り合う前の園田小枝子との熱愛を詠んだ歌も残る。
- 出身地・宮崎県では牧水の功績を称え、1996年（平成8年）より毎年、短歌文学の分野で傑出した業績を挙げた者に「若山牧水賞」を授与している。
- 牧水自身は宮崎県出身だが、祖父・若山健海は武蔵国神米金村（現・埼玉県所沢市神米金）出身で、長崎にて西洋医学を学び、宮崎県にて診療所を営む開業医であった。
- 牧水は祖父ゆかりの地である埼玉県を度々訪れた。大学時代には所沢を訪れた。所沢市の八雲神社には、牧水の歌碑が建立されている。また、秩父地方にも数度訪れて、歌と紀行文を残している。秩父市の羊山公園には「牧水の滝」と名づけられた滝があり、そこには

「秩父町出はづれ来れば機をりのうたごゑつゞく古りし家竝に」
という秩父の春を歌った碑がある。

## 作品

### 歌集
1. 海の声（1908年7月出版）
2. 独り歌へる（1910年1月出版）
3. 別離（1910年4月出版）
4. 路上（1911年9月出版）
5. 死か芸術か（1912年9月出版）
6. みなかみ（1913年9月出版）
7. 秋風の歌（1914年4月出版）
8. 砂丘（1915年10月出版）
9. 朝の歌（1916年6月出版）
10. 白梅集（1917年8月出版）
11. さびしき樹木（1918年7月出版）
12. 渓谷集（1918年5月出版）
13. くろ土（1921年3月出版）
14. 山桜の歌（1923年5月出版）
15. 黒松（1938年9月出版）

### 紀行
- みなかみ紀行
- 木枯紀行

### 刊行作品集
- 若山喜志子・大悟法利雄共編『若山牧水全集』全12巻（雄鶏社、1958-59年）
- 若山喜志子・長谷川銀作共編『若山牧水選集』全5巻（春秋社、1963年）
- 『若山牧水全集』全13巻・補巻1（増進会出版社、1992-93年）
- 『新編 みなかみ紀行』池内紀編、岩波文庫、2002年 - 以下は近年刊
- 『若山牧水歌集』伊藤一彦編、岩波文庫、2004年
- 『樹木とその葉』田畑書店、2019年
- 『エッセンシャル牧水』田畑書店、2019年。妻が選んだ歌論と短歌
- 『歩く人　牧水紀行文撰』正津勉編、田畑書店、2021年

## 代表歌
幾山河越えさり行かば寂しさの終てなむ国ぞ今日も旅ゆく
白鳥は哀しからずや空の青海のあをにも染まずただよふ
うら恋しさやかに恋とならぬまに別れて遠きさまざまな人
白玉の歯にしみとほる秋の夜の酒はしづかに飲むべかりけり
たぽたぽと樽に満ちたる酒は鳴るさびしき心うちつれて鳴る
足音を忍ばせて行けば台所にわが酒の壜は立ちて待ちをる
うす紅に葉はいちはやく萌えいでて咲かむとすなり山ざくら花
旅人のからだもいつか海となり五月の雨が降るよ港に
麦ばたの垂り穂のうへにかげ見えて電車過ぎゆく池袋村
この冬の夜に愛すべきもの、薔薇あり、つめたき紅の郵便切手あり
水無月の青く明けゆく停車場に少女にも似て動く機関車
妻が眼を盗みて飲める酒なれば惶て飲み噎せ鼻ゆこぼしつ
釣り暮し帰れば母に叱られき叱れる母に渡しき鮎を

## 歌碑
- 若山牧水歌碑（千葉県多古町） - 1925年に夫妻で蔦屋（現市原邸）に逗留したときに牧水が詠んだ歌の歌碑[12]。